# Dolichoderus lujae
Dolichoderus lujae är en myrart som beskrevs av Santschi 1923. Dolichoderus lujae ingår i släktet Dolichoderus och familjen myror. Inga underarter finns listade i Catalogue of Life.